# Корнет, Игорь Александрович
И́горь Алекса́ндрович Корне́т(укр. Ігор Олександрович Корнет; род. 29 апреля 1973, Ворошиловград, УССР, СССР) — военный и государственный деятель Луганской Народной Республики. Министр внутренних дел ЛНР с 27 августа 2014 по 10 января 2023 года.
До 2014 года — следователь уголовного розыска МВД Украины. В 2014 году после начала протестов при поддержке РФ на востоке Украины стал министром внутренних дел ЛНР, был одним из самых влиятельных силовиков самопровозглашённой республики.
В 2017 году глава незаконного формирования-ЛНР Игорь Плотницкий попытался избавиться от набирающего самостоятельность Корнета и, обвинив в захвате недвижимости, отправил его в отставку. Корнет ввёл в центр Луганска силовиков и арестовал некоторых из окружения Плотницкого. Российские власти поддержали Плотницкого, в ЛНР произошёл переворот, в результате которого Плотницкий бежал в Россию.
Из-за поддержки российско-украинской войны — под санкциями 27 стран ЕС, Великобритании, США, Канады, Швейцарии, Австралии, Японии, Украины.

## Биография
Игорь Корнет родился 29 апреля 1973 года в семье кадрового офицера Советской армии Александра Корнета. В 1989 году окончил школу при ГСВГ в Галле (ГДР), после чего поступил в Полтавское высшее зенитное ракетное командное Краснознамённое училище имени генерала армии Ватутина.
В 1993 году поступил на службу в органы МВД Украины. В 1999 году был уволен с должности милиционера патрульно-постовой службы милиции Октябрьского районного отдела ГУМВД в Луганской области.
До 2014 года работал сотрудником уголовного розыска в УМВД Украины в Луганской области. Во время боевых действий в Донбассе воевал на стороне Луганской Народной Республики.
С 27 августа 2014 года — министр внутренних дел ЛНР. 20 ноября 2017 года отстранён от должности главой ЛНР Игорем Плотницким, но отказался покинуть должность, продолжив работать на посту министра, игнорируя приказы руководства ЛНР и произведя аресты отдельных его представителей. После отставки с должности главы ЛНР Игоря Плотницкого Игорь Корнет продолжил работать на должности министра внутренних дел ЛНР.
Находится в розыске в рамках уголовного производства по ч.1 ст. 109 Уголовного кодекса Украины (действия, направленные на насильственное изменение или свержение конституционного строя или на захват государственной власти).
Главное следственное управление Следственного комитета Российской Федерации (ГСУ СКР) с марта 2017 года расследует роль Корнета в деле об убийстве гражданина РФ Артёма Булгакова в ноябре 2016 года.
15 мая 2023 года был тяжело ранен при взрыве в барбершопе.
25 марта 2024 года в ходе показанного в едином телемарафоне новостей интервью для ICTV глава СБУ Василий Малюк на вопрос журналистки о причастности к покушению на Игоря Корнета сообщил о подробностях. В феврале 2025 года был осуждён россиянин, обвинявшийся в покушении на Корнета.

## Международные санкции
Из-за поддержки российской агрессии и нарушения территориальной целостности Украины во время российско-украинской войны находится под персональными международными санкциями разных стран. С 8 апреля 2022 года находится под санкциями всех стран Европейского союза. С 27 мая 2022 года находится под санкциями Великобритании. С 20 июня 2017 года находится под санкциями Соединенных Штатов Америки. С 15 марта 2019 года находится под санкциями Канады. С 13 апреля 2022 года находится под санкциями Швейцарии. С 2 октября 2020 года находится под санкциями Австралии. С 26 февраля 2022 года находится под санкциями Японии.
Указом президента Украины Владимира Зеленского от 24 июня 2021 года находится под санкциями Украины.

## Награды
- Орден «За доблесть» II степени (ЛНР);
- Медаль «За Веру и Волю» (ЛНР);
- Юбилейная медаль «70 лет Победы» (ЛНР);
- Медаль «Битва за Луганск 2014» (ЛНР);
- Медаль «За оборону Луганска» (РКРП[уточнить]).

## Семья
- Жена Наталья Корнет[20]
  - Дочь — Ксения Корнет. Ученица школы № 175 города Самары. Увлекается конным спортом[20][21][22].
  - Сын — Кирилл Корнет[20][21].
- Дочь (от первого брака) — Марина Игоревна Корнет. Студентка 4-го курса Национального юридического университета в Харькове на бюджетной форме обучения отделения «Институт прокуратуры и уголовной юстиции»[20][23][24][25][26].